# Термонд (Западная Виргиния)
Те́рмонд (англ. Thurmond) — город в округе Фейетт, штат Западная Виргиния (США). По данным переписи 2010 года число жителей города составляло 5 человек. Несмотря на то, что город находится в крайне труднодоступной местности, в начале XX века он был процветающим индустриальным центром.
Все пятеро жителей города входят в городской совет — 3 советника, мэр и регистратор. В городе фактически проживает одна семья.

## Географическое положение
По данным Бюро переписи населения США город имеет общую площадь в 0,23 км². Термонд находится в ущелье реки Нью-Ривер в центре национального парка реки. Город построен на гористом берегу реки, ширина ущелья составляет 100—150 метров.
В городе находится железнодорожная станция Amtrak. Проходит дорога Западной Виргинии 25/2.

## История
Термонд был основан капитаном Термондом (1820—1910) в 1880-х годах, после того как в 1873 году через местность была проведена железная дорога «Чесапик и Огайо». Капитан переехал на территорию будущего города в 1844 году, во время Гражданской войны был лидером партизанского движения, поддерживающего конфедератов. После войны он стал успешным бизнесменом. Термонд был создан как железнодорожный город, он занимал стратегическое положение — через город на железную дорогу поступал уголь со всего каменноугольного бассейна Нью-Ривер. Термонд стал основным поставщиком угля сети Чесапика и Огайо. В городе открылись банки, телефонная и телеграфная компании, магазины.

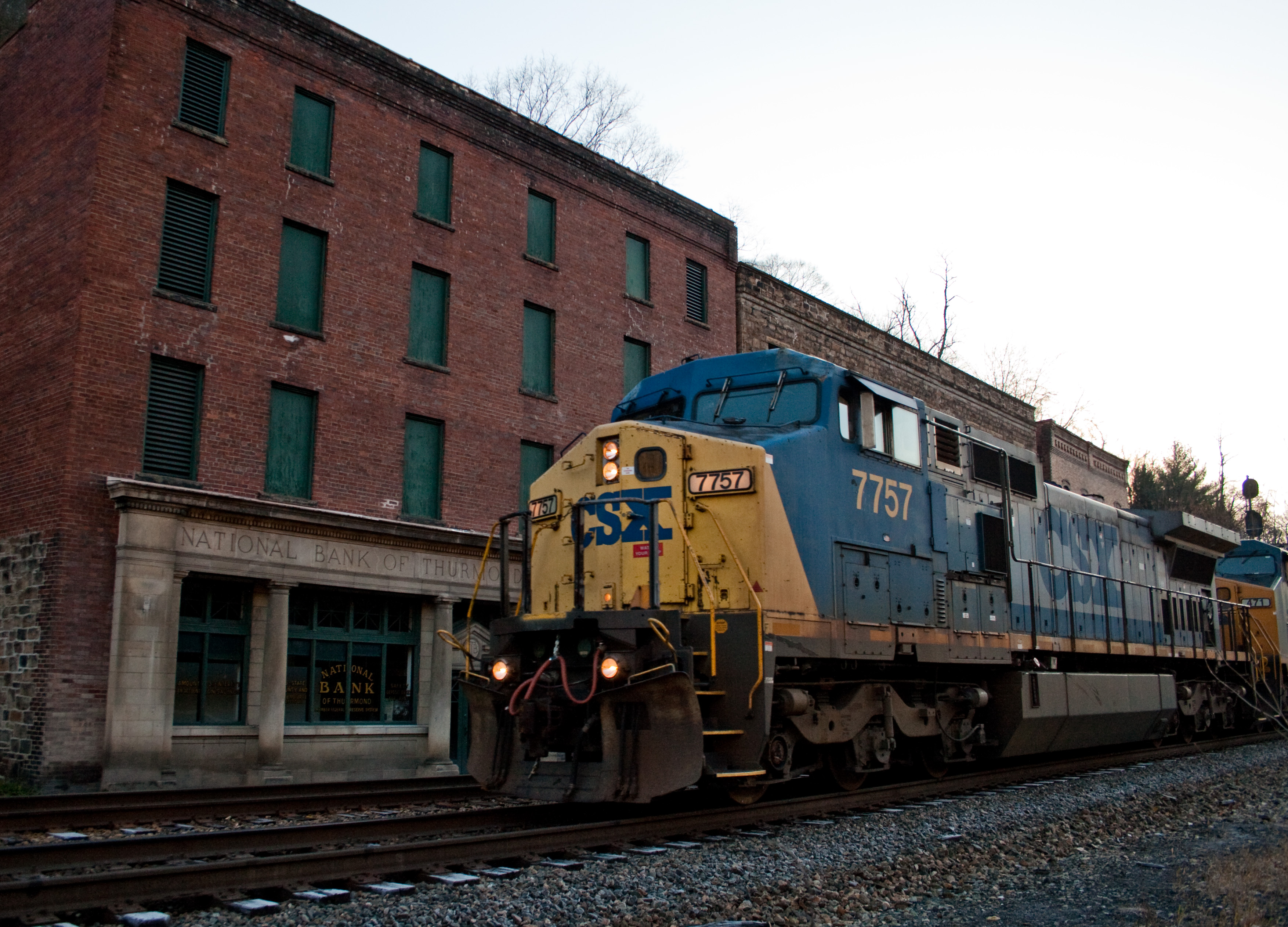
Поезд напротив здания Национального банка Термонда

Почти всей городской площадью владел основатель Термонд, который имел баптистское воспитание, и ограничивал появление в городе сомнительных предприятий. В 1891 году он построил отель в поселении, однако запретил продажу алкоголя. Томас Маккелл владел землёй на противоположном от города берегу Нью-Ривер, в 1901 году он построил на своей земле отель на 100 мест с баром и игорным домом. В 1904 году Маккелл основал Национальный банк Термонда на своей земле. В 1911 году банк Термонда переехал через реку. Когда капитан Термонд попытался ограничить бизнес Маккелла, он перенёс заведение в соседнее поселение Глен-Джин. Термонд сохранил репутацию опасного города, большое количество денег у шахтёров привело к развитию азартных игр, преступности. Термонд называли «восточным Додж-Сити». Город был инкорпорирован в 1903 году.
Капитан Термонд умер в 1909 году. В 1910 году в Термонде проживало 315 человек. В городе произошла одна из наиболее долгих покерных игр, внесённая в книгу рекордов Гиннесса. Спад населения начался в 1930-х годах после постройки сети автомагистралей и начала Великой депрессии. В 1931 году закрылся банк Термонда, в 1935 году банк Нью-Ривер переехал в Ок-Хилл. Несколько пожаров привели к значительным разрушениям в городе. Хотя город был восстановлен, закрытие шахт привело к его дальнейшему упадку.
В 1968 году в городе была открыта компания Wildwater Unlimited, одна из первых рафтинговых компаний на востоке США. В 1970-х годах началось строительство моста Нью-Ривер-Гордж через ущелье, местностью заинтересовалась Национальная служба парков. 10 ноября 1978 года река была признана национальным парком. В 1995 году парковая служба восстановила депо Термонда в качестве сезонного центра для туристов. В XXI веке Термонд стал практически городом-призраком. Он самый маленький инкорпорированный город Западной Виргинии. Исторический центр города включён в Национальный реестр исторических мест США. В городе снимали фильм о битве в Мэтуоне.

## Население
По данным переписи 2010 года население Термонда составляло 5 человек (из них 1 мужчина и 4 женщины), в городе было 4 домашних хозяйства и ни одной семьи. На территории города было расположено 12 построек со средней плотностью 52 построек на один км² суши. Расовый состав: белые — 100,0 %.
Население города по возрастному диапазону по данным переписи 2010 года распределилось следующим образом: 3 человека в возрасте от 21 до 65 лет и 2 человека — 65 лет и старше. Средний возраст населения — 57,5 лет. На каждые 100 женщин в Термонде приходилось 98,8 мужчин, при этом на 100 совершеннолетних женщин приходилось уже 94,3 мужчин сопоставимого возраста.
Из 4 домашних хозяйств все не являлись семьями. 75 % жили в одиночестве. 2 женщины старше 65 лет проживали в одиночестве. 42,3 % не имели семьи. В среднем домашнее хозяйство ведут 1,25 человека. Доход на душу населения в 2014 году — 42 243 $ в год.